# Ban Dân vận Trung ương Đảng Cộng sản Việt Nam
Ban Dân vận Trung ương là cơ quan tham mưu của Ban Chấp hành Trung ương mà trực tiếp và thường xuyên là Bộ Chính trị, Ban Bí thư về chủ trương, chính sách và giải pháp lớn về công tác dân vận. Ngày 3 tháng 2 năm 2025, Ban này được hợp nhất với Ban Tuyên giáo Trung ương thành Ban Tuyên giáo và Dân vận Trung ương.

## Lịch sử
Sau khi Đảng Cộng sản Việt Nam được thành lập (3/2/1930), tại Hội nghị lần thứ nhất (14-31/10/1930), hội nghị ra quyết định chủ trương vận động quần chúng nhân dân lao động... là việc làm quan trọng cần thiết. Hệ thống Ban chuyên môn về các giới vận động của Đảng được xác định bao gồm: Công vận, Nông vận, Phụ vận, Quân đội vận và Mặt trận phản đế.
Trong thời kỳ từ 1936-1941, Mặt trận phản đế Đông Dương đổi tên thành Mặt trận Dân chủ Đông Dương rồi tiếp tục thành Mặt trận Việt Nam Độc lập Đồng minh (Việt Minh). Trong thời gian này, Đảng Cộng sản Việt Nam đã khéo léo tài tình dựa vào nhân dân, quần chúng lao động để làm lên cuộc Tổng khởi nghĩa tháng 8/1945 sau này.
Tháng 5/1948, tại Hội nghị Trung ương Đảng lần thứ 4, Trung ương thành lập 7 Ban chính trong đó có Bộ Dân vận, từ huyện trở lên thành lập Ban Dân vận; trong Ban Dân vận có các tiểu ban: Công vận, Nông vận, Thanh vận, Phụ vận, Dân tộc, Tôn giáo; ngoài ra còn có Ban dịch vận, Hoa vận để giúp Đảng phụ trách giới vận.
Tháng 3/1951, Mặt trận Dân tộc Thống nhất tiến hành Đại hội, thống nhất Mặt trận Việt Minh và Liên Việt thành Mặt trận Liên hiệp Quốc dân Việt Nam (Mặt trận Liên Việt). Đến tháng 9/1955 Đại hội Mặt trận Dân tộc Thống nhất Việt Nam được tổ chức quyết định đổi tên thành Mặt trận Tổ quốc Việt Nam.
Ngày 29/3/1976, Bộ Chính trị ra Nghị quyết số 249 thành lập Ban Dân vận và Mặt trận Trung ương.
Ngày 17/3/1981, Ban Bí thư Trung ương ra quyết định tách Ban Dân vận và Mặt trận Trung ương thành lập Ban Dân vận Trung ương và Đảng đoàn Mặt trận Tổ quốc Việt Nam.

## Nhiệm vụ
(Theo Điều 2, Quyết định số 78-QĐ/TW ngày 10 tháng 4 năm 2012 của Bộ Chính trị)

### Nghiên cứu, đề xuất
- Chủ trì hoặc tham gia nghiên cứu cụ thể hoá đường lối dân vận của Đảng (công tác Mặt trận, các đoàn thể nhân dân, hội quần chúng, tôn giáo, dân tộc); chuẩn bị hoặc tham gia chuẩn bị nghị quyết đại hội, các nghị quyết, chỉ thị, quyết định thuộc lĩnh vực nêu trên của Ban Chấp hành Trung ương, Bộ Chính trị, Ban Bí thư.
- Tham gia ý kiến với các cơ quan nhà nước trong việc thể chế hoá các nghị quyết, chỉ thị, quyết định của Đảng về công tác dân vận, phát huy quyền làm chủ của nhân dân.

### Thẩm định
- Thẩm định các đề án về công tác dân vận của các ban, ngành, Mặt trận và các đoàn thể Trung ương trước khi trình Bộ Chính trị, Ban Bí thư;
- Tham gia thẩm định các chính sách, đề án có liên quan đến quyền dân chủ của nhân dân và công tác dân vận của Chính phủ, các bộ, ngành, cơ quan nhà nước (bao gồm cả Quân đội và Công an).

### Hướng dẫn, kiểm tra
- Hướng dẫn và kiểm tra việc thực hiện nghị quyết, chỉ thị, quyết định của Đảng về dân vận đối với các tỉnh uỷ, thành uỷ, các ban đảng, ban cán sự đảng, đảng đoàn, đảng uỷ trực thuộc Trung ương;
- Phối hợp hướng dẫn, bồi dưỡng nghiệp vụ công tác dân vận đối với đội ngũ cán bộ phụ trách công tác dân vận của cấp ủy địa phương;
- Phối hợp với Ban Tổ chức Trung ương hướng dẫn chức năng, nhiệm vụ, tổ chức bộ máy, biên chế các ban Dân vận địa phương các cấp.

### Tham gia công tác xây dựng
- Tham gia với các Ban Đảng Trung ương về công tác dân vận của Đảng;
- Tham gia ý kiến về quy hoạch, đào tạo, bồi dưỡng, sử dụng, đề bạt, bổ nhiệm, luân chuyển, khen thưởng, miễn nhiệm, kỷ luật đối với đội ngũ cán bộ trong khối theo danh mục phân cấp quản lý của Trung ương.

### Thực hiện nhiệm vụ của Bộ Chính trị và Ban Bí thư
- Theo dõi hoạt động của một số hội quần chúng;
- Tham gia thẩm định những đề án thuộc các lĩnh vực kinh tế, chính trị, xã hội, an ninh, quốc phòng... có liên quan mật thiết đến công tác dân vận;
- Thực hiện những công việc khác do Bộ Chính trị, Ban Bí thư giao.

## Cơ cấu tổ chức
(Theo Điều 3, Quyết định số 78-QĐ/TW ngày 10 tháng 4 năm 2012 của Bộ Chính trị)
- Văn phòng Ban
- Vụ Nghiên cứu
- Vụ Đoàn thể nhân dân
- Vụ Dân vận các cơ quan nhà nước
- Vụ Dân tộc
- Vụ Tôn giáo
- Vụ Tổ chức - Cán bộ
- Tạp chí Dân vận
- Cơ quan Thường trực tại thành phố Đà Nẵng
- Cơ quan Thường trực tại Thành phố Hồ Chí Minh